# Arundhati Pantawane
Arundhati Pantawane (* 2. September 1989 in Nagpur) ist eine indische Badmintonspielerin. 

## Karriere
Arundhati Pantawane wurde bei der indischen Badmintonmeisterschaft 2011 Vizemeisterin im Dameneinzel hinter Aditi Mutatkar. Platz zwei belegte sie ebenfalls bei den Estonian International 2011 und den Czech International 2011. Bei den China Masters 2011 und der Singapur Super Series 2011 schied sie dagegen in Runde eins des Hauptfeldes aus. 2012 scheiterte sie mit dem indischen Nationalteam in der Qualifikation zum Uber Cup 2012.